# Olivier Marquet
Olivier Marquet (Wilrijk, 20 april 1957) is een Belgisch bankier en promotor van  duurzaam bankieren.

## Biografie
Olivier Marquet is de zoon van baron Jean Marquet en Viviane Leclef. 
In 1985 ging hij aan de slag bij de spaarbank Anhyp. Hij was er financieel directeur en lid van het Executive Committee. In 1996 maakte hij de overstap naar Bank Brussel Lambert. Hij werd er directielid en na de overname door ING in 1997 directeur van ING Investment Management. In 2001 werd hij verkoopdirecteur bij BNP-Paribas Asset Management, maar maakte twee jaar later de ommekeer naar een meer ethische kijk op bankieren. 
In 2003 werd hij bestuurder bij Alterfin (en bleef dat tot 2012) en directeur van Triodos Bank België. Onder zijn directie tot eind 2015 is het volume aan duurzame kredieten van Triodos in België vertienvoudigd. Door talloze conferenties en interviews heeft hij ruim bijgedragen tot de verspreiding van ethisch en duurzaam bankieren. Knack nam hem op in de lijst van de 20 meest invloedrijke "groene" Belgen. Hij bekleedde meerdere mandaten in sociale organisaties. Zo was hij voorzitter van het Belgian Social Investment forum (2006-2009), van het bestuurscomité van het Venture Philanthropy fonds en lid van de adviesraad van de Koning Boudewijnstichting. In 2016 werd hij als CEO van Triodos België opgevolgd door Thomas Van Craen.
In oktober 2016 werd Marquet aangesteld als algemeen directeur van UNICEF België, waar hij de leiding had tot mei 2019.
Sinds 2019 is hij voorzitter van het label Towards Sustainability.

## Erkenning
- 1995: Best Performing Bond Portfolio Manager volgens The Wall Street Journal.
- 2008: manager van het jaar volgens Trends-Tendances.
- 2013: commandeur in de Kroonorde.